# 방아머리섬
방아머리섬[碓頭島]은 경기도 안산시 대부동에 있던 섬으로, 1940년에서 1950년 사이에 염전을 만들며 대부도와 연결되었다. 시화방조제가 건설된 뒤 시화호환경문화전시관, 방아머리 선착장 등이 생겨났다.

## 지명 유래
섬 모양이 바다로 길게 뻗어 나간 모양이 디딜방아의 방아머리처럼 생겼다 해서 붙여진 이름이다. 용두포섬(舂頭浦-)으로 기록되기도 했다.